# Singburi Bangrajun FC
Der Singburi Bangrajun Football Club (Thai: สโมสรฟุตบอลจังหวัดสิงห์บุรี) ist ein thailändischer Fußballverein aus Sing Buri, der 2024 in der vierthöchsten thailändischen Spielklasse, der Thailand Semi-Pro League antrat. Hier trat er in der Western Region an.

## Vereinsgeschichte
Der Verein wurde 2009 gegründet. Er startete in der dritten Liga, der Regional League Division 2, in der Region Central/East. Die erste Saison schoss man mit einem guten 6. Platz ab. 2010 wechselte man die Region und spielte in der Region North. Nach drei Jahren wurde die Region wieder gewechselt. Man spielte von 2013 bis 2014 in der Region Central/West. 2015 spielte der Verein wieder in der Region North. Der letzte Wechsel vor der Ligareform 2017 fand 2016 statt. Man spielte ein Jahr in der Region Central. Mit Einführung der Ligareform spielte man 2017 in der Thai League 3. Hier trat man in der Upper-Region an. 2017 belegte man in der dritten Liga den 14. Platz und man musste den Weg in die Viertklassigkeit antreten. Von 2018 bis 2019 spielte Singburi in der vierten Liga, wo man in der Northern Region antrat. Ende 2019 musste der Verein in Thailand Amateur League absteigen. 2023 startete der Verein in der neugegründeten Thailand Semi-Pro League. Hier belegte man den zweiten Platz und verpasste den Aufstieg in die dritte Liga.

## Stadion
Der Verein trägt seine Heimspiele im Singburi Province Stadium (Thai: สนามกีฬาจังหวัดสิงห์บุรี) in Sing Buri aus. Das Mehrzweckstadion hat ein Fassungsvermögen von 3449 Zuschauern.

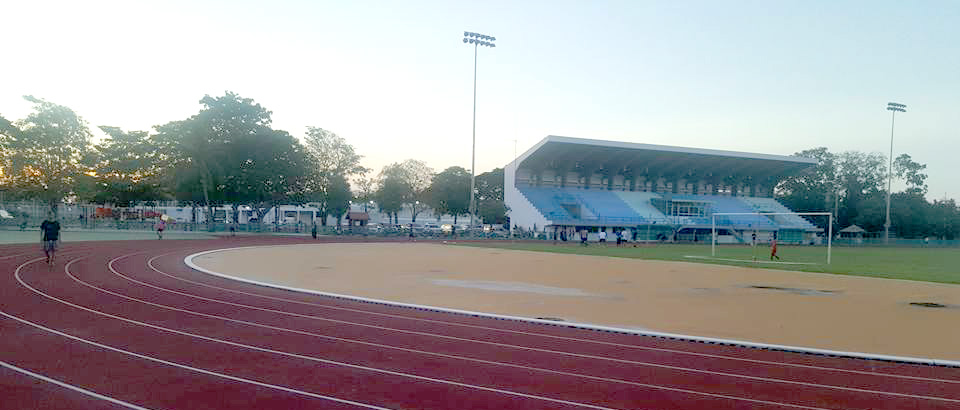
Singburi Province Stadium

### Spielstätten seit 2009
| Saison       | Stadion                   | Standort                   | Kapazität | Eigentümer                                      | Koordinaten                       |
| ------------ | ------------------------- | -------------------------- | --------- | ----------------------------------------------- | --------------------------------- |
| 2009 – heute | Singburi Province Stadium | Singburi, Provinz Singburi | 3449      | Singburi Provincial Administrative Organization | 14° 53′ 40,1″ N, 100° 24′ 37,4″ O |

## Spieler
Stand: 4. Juli 2019
| Nr. |                              | Position | Name                      |
| --- | ---------------------------- | -------- | ------------------------- |
| 1   | Thailand                     | TW       | KITITAB KHAMKAEW          |
| 2   | Thailand                     | AB       | PATTARAPHON IAMWRIOJ      |
| 3   | Thailand                     | AB       | NUPAT MEKJINDA            |
| 5   | Thailand                     | AB       | NUTTAPON SINGYAI          |
| 7   | Kongo Demokratische Republik | MF       | WILLY WABANGA SAMSON      |
| 8   | Thailand                     | MF       | PONGPINCHAKRON PROMJUNTUK |
| 9   | Thailand                     | ST       | WISARUT SINGHASANEE       |
| 10  | Thailand                     | ST       | KONGPHOB KAMASIT          |
| 11  | Aserbaidschan                | ST       | ANAR BABAYEV              |
| 12  | Thailand                     | AB       | NOPPAKLAO DAMRONGTHAI     |
| 14  | Thailand                     | ST       | NARAT KAPPKAIKAEW         |
| 15  | Thailand                     | MF       | EKKACHAI TOWNUANG         |
| 16  | Thailand                     | ST       | PHISIT KHAMKKONGAEO       |

| Nr. |          | Position | Name                   |
| --- | -------- | -------- | ---------------------- |
| 17  | Thailand | MF       | AUTAPONG PUTPOG        |
| 18  | Thailand | TW       | JETSADAKORN SALAMSOR   |
| 19  | Thailand | ST       | MONCHIT WANNA          |
| 20  | Japan    | MF       | RYOMA DOI              |
| 21  | Thailand | ST       | SUJINDA SINGHARACH     |
| 23  | Thailand | AB       | PHAK-PHUM PHONJAROEN   |
| 24  | Thailand | MF       | NATTAPHORN SUDSUNGNUEN |
| 28  | Thailand | AB       | NUTTAWAT SANSAK        |
| 29  | Thailand | AB       | THANATHON THONGMISRI   |
| 32  | Thailand | MF       | KOMKRIT PALAWAT        |
| 77  | Thailand | MF       | PHATTHIKORN JITKLANG   |
| 88  | Thailand | ST       | WORRANAN SRIWAREE      |

## Ehemalige Spieler
| - Emmanuel Kwesi Adu - Basam Radwan Mahmoud Mohamed Afify - Jack Campell Francis Mc Cauley - Michael Kwasi Mawunyo - Ratchanat Arunyapairot |

## Beste Torschützen seit 2016
| Saison | Name                               | Tore |
| ------ | ---------------------------------- | ---- |
| 2016   | Ousmanou Mohamadou                 | 14   |
| 2017   | Jang Gyu-hyeon Enjo Kensuke        | 4    |
| 2018   | Basam Radwan Mahmoud Mohamed Afify | 6    |
| 2019   | Kongphob Kamasit                   | 13   |
| 2020   |                                    |      |

## Saisonplatzierungen
| Saison | Liga                                      | Liga  | Liga   | Liga | Liga | Liga | Liga  | Liga   | Liga     | Liga |
| Saison | Liga                                      | Level | Spiele | S    | U    | N    | Tore  | Punkte | Position |      |
| ------ | ----------------------------------------- | ----- | ------ | ---- | ---- | ---- | ----- | ------ | -------- | ---- |
| 2009   | Regional League Division 2 – Central/East | 3     | 22     | 9    | 5    | 8    | 29:33 | 32     | 6.       |      |
| 2010   | Regional League Division 2 – North        | 3     | 30     | 13   | 10   | 7    | 41:30 | 49     | 4.       |      |
| 2011   | Regional League Division 2 – North        | 3     | 30     | 14   | 4    | 12   | 46:46 | 46     | 6.       |      |
| 2012   | Regional League Division 2 – North        | 3     | 34     | 9    | 5    | 20   | 35:64 | 32     | 15.      |      |
| 2013   | Regional League Division 2 – Central/West | 3     | 24     | 7    | 4    | 13   | 27:42 | 25     | 10.      |      |
| 2014   | Regional League Division 2 – Central/West | 3     | 26     | 12   | 6    | 8    | 42:38 | 42     | 5.       |      |
| 2015   | Regional League Division 2 – North        | 3     | 26     | 7    | 11   | 8    | 23:29 | 32     | 9.       |      |
| 2016   | Regional League Division 2 – Central      | 3     | 20     | 13   | 2    | 5    | 40:22 | 41     | 3.       |      |
| 2017   | Thai League 3 – Upper                     | 3     | 26     | 1    | 6    | 19   | 14:57 | 9      | 14. ▼    |      |
| 2018   | Thai League 4 – North                     | 4     | 18     | 6    | 3    | 9    | 21:30 | 21     | 5.       |      |
| 2019   | Thai League 4 – North                     | 4     | 27     | 11   | 4    | 12   | 47:46 | 37     | 7. ▼     |      |
| 2023   | Thailand Semi-Pro League – West           | 4     | 8      | 3    | 4    | 1    | 12:9  | 13     | 2.       |      |

## Sponsoren
| Jahr | Ausrüster | Trikotsponsor |
| ---- | --------- | ------------- |
| 2017 | S'DiO     | Singha        |
| 2018 | S'DiO     | Singha        |